# Hydaticus wattsi
Hydaticus wattsi là một loài bọ cánh cứng trong họ Bọ nước. Loài này được Daussin miêu tả khoa học năm 1980.